# Pol Pitron
Dans la série de bande dessinée Yoko Tsuno de Roger Leloup, Pol Pitron dit Pol est l'ami de Yoko et de Vic.

## Présentation
C'est un cadreur roux et grognon, assez gamin dans l'attitude, et qui ne manque jamais une occasion de grogner ou de lancer une plaisanterie (plus ou moins réussie). Il est l'élément comique…
Mais malgré son air naïf, il reste toujours prêt à tout pour sauver ses amis, et les sort plus d'une fois de situations périlleuses. Notamment dans les premières aventures où derrière son attitude désinvolte, il pense à prendre des précautions que même ses compagnons sérieux ont oublié. C'est par exemple le cas dans Le Trio de l'étrange, où il est le seul à penser à emmener une arme chez les Vinéens en cas de besoin.
« Pour Vic et Pol, Tillieux avait trouvé les compléments "Vidéo" et "Pitron" dans la tradition des séries humoristiques de Spirou, mais je n'emploie plus ces noms de famille, le prénom suffit à les définir. »
De l'aveu même de l'auteur, Pol représente Roger Leloup. Il est présent sur tous les albums, et a en général un rôle plus consistant que Vic (L'Or du Rhin, le début de La Proie et l'Ombre, Aventures Électroniques) sans pour autant prendre le pas sur Yoko.
En fin de compte, il s'avère être plutôt sentimental. Il tombe amoureux dans le tome 20 (L'Astrologue de Bruges) d'une jeune fille de la Renaissance, Mieke, qui devient sa fiancée.
Il sait aussi jouer du luth, ne tient pas superbement l'alcool, tient à manger correctement, adore s'occuper des enfants (Poky, Rosée du matin, Sin-Yi). Il est étrangement à l'aise avec les armes lourdes (Le Trio de l'étrange : désintégrateur lourd, La Fille du Vent : tir au bazooka sur cible mobile, au lance-roquettes dans La Pagode des brumes, sans oublier le rayon de la mort embarqué sur le pétrolier dans Le Feu de Wotan). C'est aussi un motard accompli, propriétaire d'une Honda 500 depuis Du miel pour Yoko. Malgré ses liens avec Yoko, le seul mot qu'il connaisse en japonais est "kamikaze".